# The Personal History of David Copperfield
The Personal History of David Copperfield (prt: A Vida Extraordinária de David Copperfield; bra: A História Pessoal de David Copperfield) é um filme de comédia dramática de 2019 escrito e dirigido por Armando Iannucci, baseado no romance David Copperfield de Charles Dickens. É estrelado por Dev Patel como personagem-título, ao lado de Aneurin Barnard, Peter Capaldi, Morfydd Clark, Daisy May Cooper, Rosalind Eleazar, Hugh Laurie, Tilda Swinton, Ben Whishaw e Paul Whitehouse.
A estreia mundial foi no Festival Internacional de Cinema de Toronto em 5 de setembro de 2019. Foi lançado nos cinemas no Reino Unido em 24 de janeiro de 2020 pela Lionsgate e nos Estados Unidos em 28 de agosto de 2020 pela Searchlight Pictures.

## Elenco
- Dev Patel como David Copperfield
  - Jairaj Varsani como David Copperfield jovem
- Aneurin Barnard como James Steerforth
- Peter Capaldi como Mr. Micawber
- Morfydd Clark como Dora Spenlow / Clara Copperfield
- Daisy May Cooper como Peggotty
- Rosalind Eleazar como Agnes Wickfield
- Hugh Laurie como Mr. Dick
- Tilda Swinton como Betsey Trotwood
- Ben Whishaw como Uriah Heep
- Paul Whitehouse como Mr. Peggotty
- Benedict Wong como Mr. Wickfield
- Nikki Amuka-Bird como Mrs. Steerforth
- Darren Boyd como Edward Murdstone
- Gwendoline Christie como Jane Murdstone
- Matthew Cottle como Mr Spenlow
- Bronagh Gallagher como Mrs Micawber
- Anthony Welsh como Ham Peggotty
- Aimee Kelly como Emily
- Anna Maxwell Martin como Mrs. Strong
- Victor McGuire como Creakle
- Peter Singh como Tungay
- Ruby Bentall como Janet
- Divian Ladwa como Dr. Chillip
- Rosaleen Linehan como Mrs. Gummidge
- Sophie McShera como Mrs. Crupp

## Recepção
No Rotten Tomatoes, o filme mantém um índice de aprovação de 92% baseado em 222 avaliações, com uma classificação média de 7,6/10. O consenso dos críticos do site diz: "The Personal History of David Copperfield dá um toque novo, engraçado e totalmente charmoso ao clássico de Dickens, provando que algumas histórias são realmente atemporais". No Metacritic, o filme tem uma pontuação média ponderada de 77 em 100, com base em 39 críticas, indicando "críticas geralmente favoráveis".